# Essigsäurezimtester
Essigsäurezimtester ist eine chemische Verbindung aus der Gruppe der Ester, genauer der Zimtester. Die Verbindung kommt in zwei isomeren Formen vor.

## Vorkommen

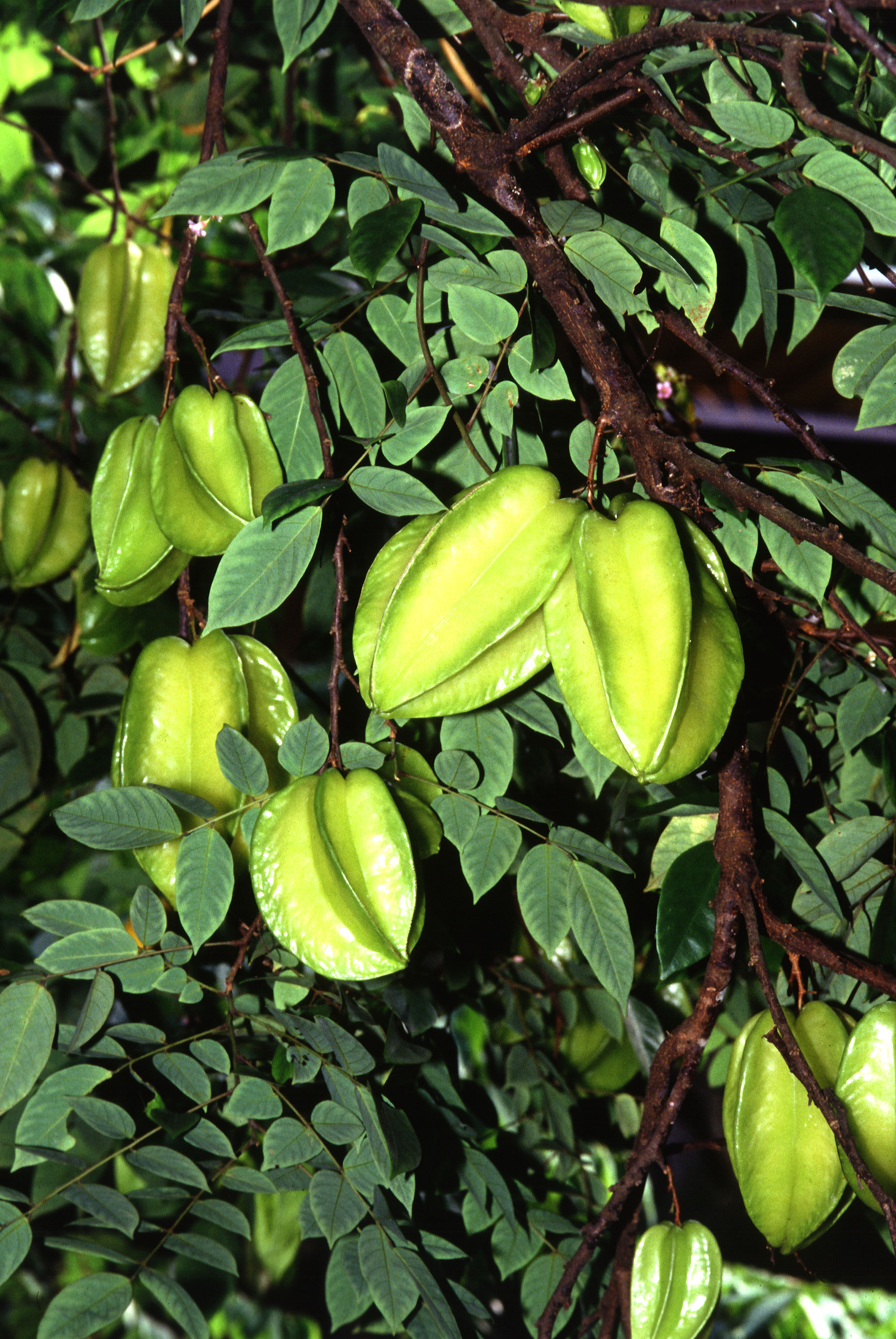
Sternfrucht (Averrhoa carambola)

Essigsäurezimtester kommt natürlich in Chinesischem Zimt, Melonen, Sternfrucht, Estragon, Litschi und anderen vor. Im Zimt dominiert die (E)-Form. Die (Z)-Form kommt in höherer Menge in den Blättern vor.

## Gewinnung und Darstellung
Essigsäurezimtester (2) kann durch lipasekatalysierte Umesterung von Zimtalkohol (1) mit Vinylacetat in nichtwässrigem Medium synthetisiert werden:
Aus 1 und Essigsäureethylester kann durch Umesterung unter der katalytischen Wirkung von Novozyl 435 ebenfalls 2 erhalten werden:
Die Veresterung von Zimtalkohol mit Essigsäure liefert ebenso 2.
Essigsäurezimtester (2) kann auch aus Cinnamylbromid (3) und Natriumacetat in einem Batch-Reaktor unter Verwendung von quaternärem Ammoniumbromid als Phasentransferkatalysator (PTC) in einem Fest-Flüssig-Reaktionsmodus synthetisiert werden:
Weiterhin kann 2 auch biotechnologisch gewonnen werden.

## Eigenschaften
Essigsäurezimtester ist eine farblose Flüssigkeit, die löslich in Ethanol ist. Sie hat einen charakteristischen balsamisch-floralen Geruch und einen brennenden, süßen Geschmack, der an Ananas erinnert.

## Verwendung
Essigsäurezimtester wird als Aromastoff und Geruchsstoff verwendet. Es dient als Fixateur in der Parfümerie und als Duftkomponente für orientalische Noten verwendet. Bei Aromen dient er zur Erzeugung fruchtiger, zimtartiger Noten. In der EU ist es unter der FL-Nummer 09.018 als Aromastoff für Lebensmittel zugelassen.